# Wierchowina (motorower)

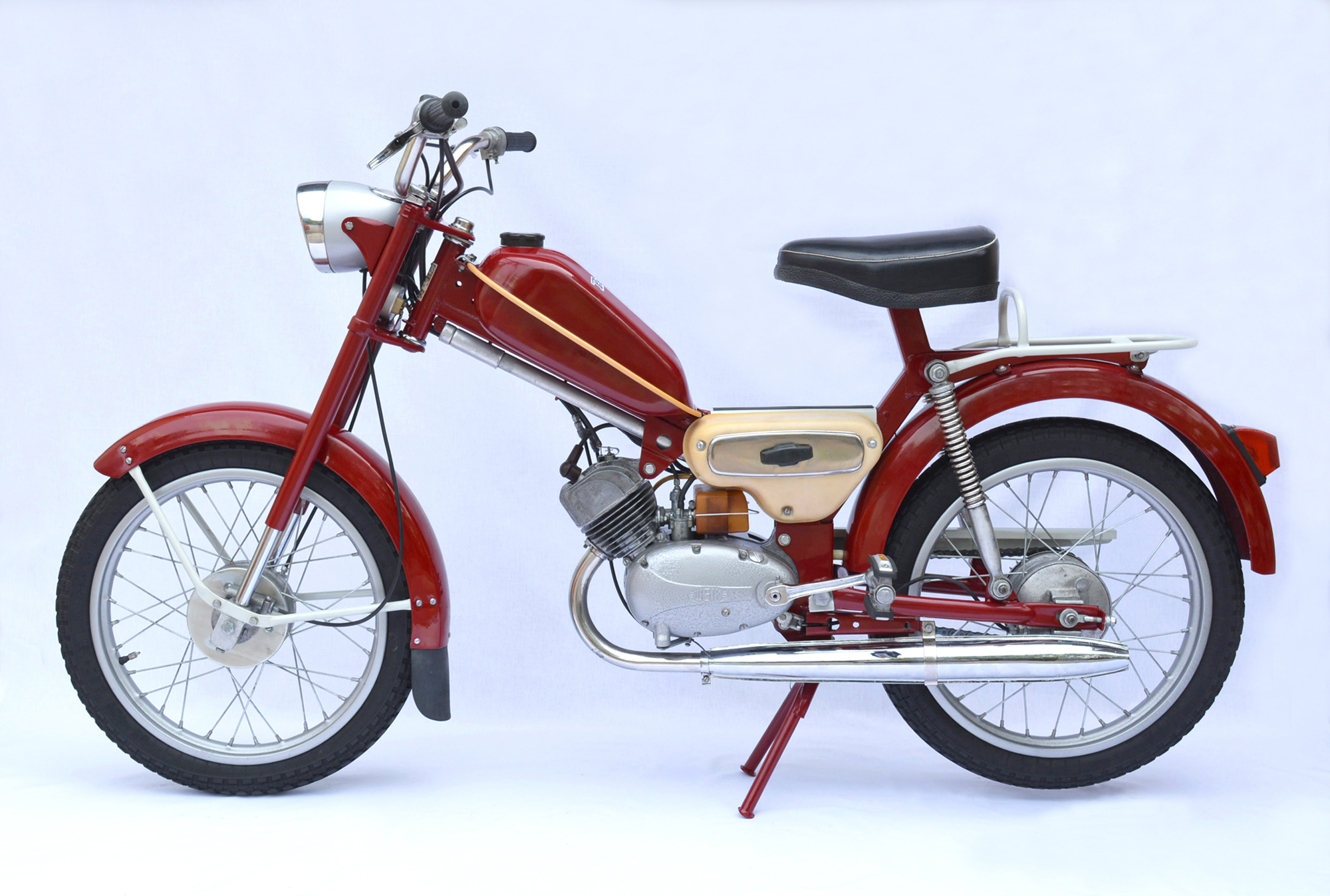
Motorower "Wierchowina-3"

Wierchowina – marka radzieckich motocykli, motorowerów oraz "mokików".
Prototypy pierwszych motorowerów "Wierchowina" były montowane w fabryce we Lwowie w  1970 roku. 
Do końca roku zorganizowano masową produkcję i wyprodukowano około 50.000 pojazdów, które pojawiły się na rynku pod marką "Wierchowina-3". 

Nazwa "Wierchowina" była stosowana przez zakład do końca lat 80.

## Przodkowie
Pomysł na rowery, wyposażone w silnik spalinowy o mocy 1 KM, realizowano we Lwowie na długo przed motocyklami marki Wierchowina. Niektóre modele:
- Motor B-902(inne języki) Produkcja 1958 - 1962
- Prosty motorower MW-042 "Lwowianka" Produkcja 1963-1965
- Prosty motorower MW-044 Produkcja 1966-1967
- Prosty motorower MP-045 Produkcja 1968—1969
- Prosty motorower MP-047 "Tissa"  Produkcja 1969—1970
- Motorower MP-045 Produkcja 1967—1968
- Motorower MP-046 Produkcja 1968—1970
- Motorower MP-048 "Wierchowina-3" Produkcja 1970—1973

## Wierchowina 3
Model MP-048. Wprowadzony w 1970 roku.
Nowa seria modeli. Z silnikiem 51 (K).

## Wierchowina 4
Model LMZ-2-152. Wprowadzony w 1972 roku.
Motocyklowe siodło, nieco zmodyfikowany zbiornik, silnik SZ-52.

## Wierchowina 5
Model LMZ-2.153. Wprowadzony w 1974 roku.
Mocno zmieniony wygląd (poziomy zbiornik, inna rama, nowy widelec z przodu), silnik SZ-57 (Ш-57) uruchamiany za pomocą pedałów. Gaźnik K35W (К35В) lub K60W (К60В)  produkcji radzieckiej.

## Wierchowina 6
Model LMZ-2.158. Wprowadzony w 1977 roku. 

Nowy zbiornik, zmienione siodło, błotniki, nowe pokrywy boczne, silnik SZ-58 (Ш-58), uruchamiany za pomocą dźwigni (kopnika).

## Wierchowina 7
Model LMZ-2.159. Wykonywany od kwietnia 1981 roku.
Nowy przód, nowe światło przedne (nowy licznik), nowa tylna lampa, nowy bagażnik, nowy znaczek na przednim błotniku, silniki SZ-62(M) i V 50.

## Wierchowina-Sport
Zmiany: Wzmocnione amortyzatory, przedni błotnik "kross" podniesiony do góry, tłumik podniesiony. Przystosowano ją do motocrossu. Produkowano w oparciu Wierchowiny 6 i 7

## Wierchowina-Tourist
Zmiany: szyba przednia i torby turystyczne. (Wykonywane na podstawie wszystkich modeli)

## Literatura
- Motorowery, mokiki: "Karpaty", "Wierchowina", "Riga": urządzenia, serwis, naprawa (opracowanie Kakov KP, Grishchenko PV) - "Ranok", 2004 - ISBN 966-8185-04 -8